# Moulay Abdellah (kommun)
Moulay Abdallah (franska: Moulay Abdallah (CR), Moulay Abdallah (Commune Rurale), arabiska: سيدي علي بن حمدوش) är en kommun i Marocko.   Den ligger i provinsen El Jadida och regionen Casablanca-Settat, i den norra delen av landet, 190 km sydväst om huvudstaden Rabat. Antalet invånare är 34 428.